# Cordillera de Caazapá
La cordillera de Caazapá (en guaraní: Yvytyrysýi Ka'asapa), anteriormente mal llamada Caaguazú, es una cadena de cerros o elevaciones que se extiende desde la cordillera del Amambay hasta la cordillera del Ybytyruzú, que pertenece al gran macizo conocido como Meseta Brasileña, que comprende parte de los departamentos de Canindeyú, San Pedro, Caaguazú, Guairá y Departamento de Caazapá de la República del Paraguay. 
A estas cumbres en parte se le conoce también como Sierras de San Joaquín. Las cordilleras del Amambay, Caaguazú, Ybytyruzu, y San Rafael actúan de divisoria entre las cuencas de los ríos Paraguay y el Paraná.
25°20′25.22″S 57°38′28.79″O / -25.3403389, -57.6413306
- Altitud: 139 m s. n. m. [cita requerida]

## Toponimia
Caazapá  es palabra de origen guaraní y significa ka'aguy jehasapa que significa «Después del Bosque» o «Más allá del Monte».